# 大華證券 (台灣)
大華證券是台灣的證券公司，已經於2013年6月併入凱基證券，在結束經營前為中華開發金融控股公司的子公司，旗下有大華期貨、大華投顧、大華控股三家子公司，在香港並有大華證券(香港)和大華資本(香港)兩家公司。

## 歷史

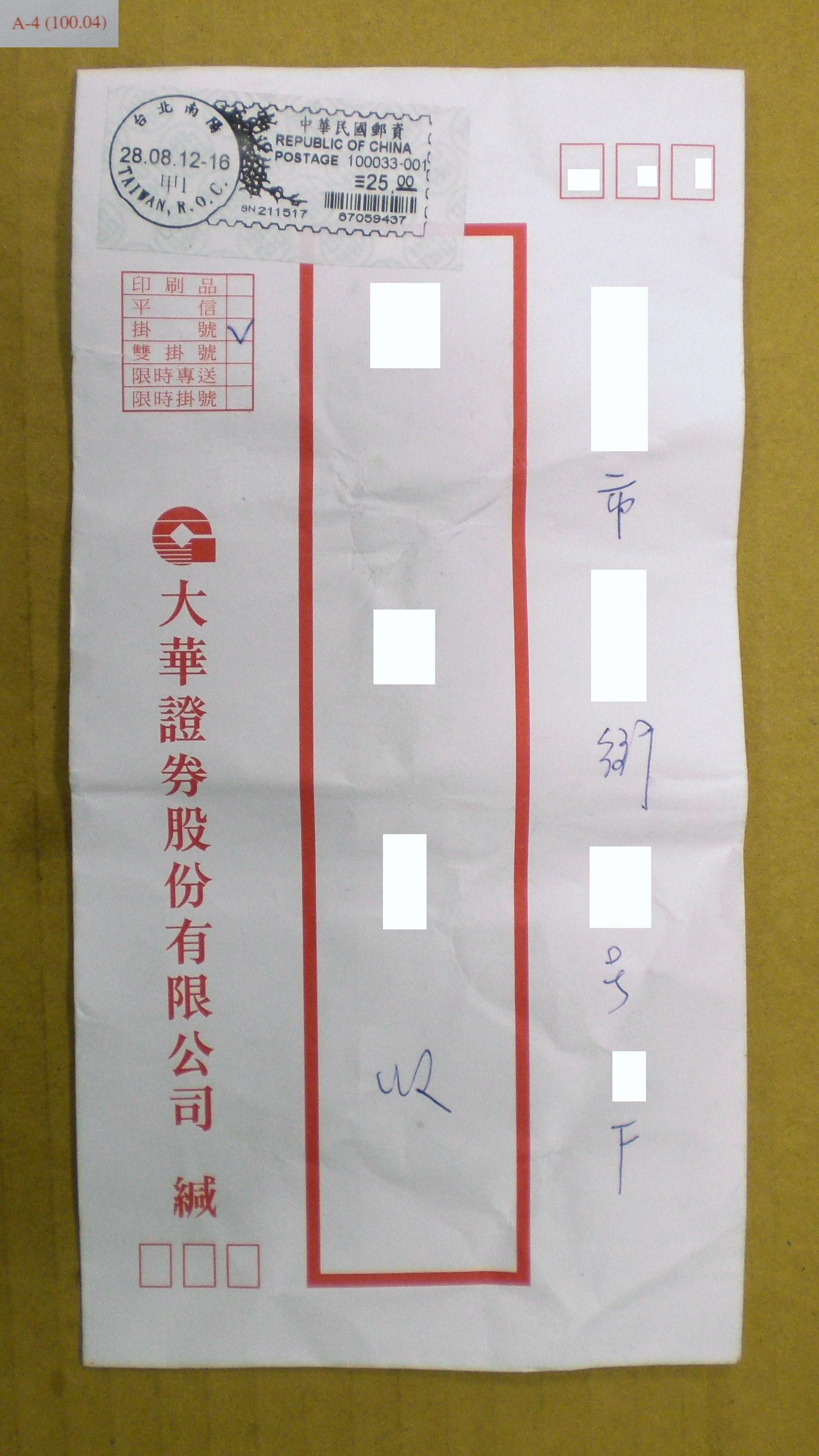
大華證券信封

大華證券於1988年12月24日開始營業，最初資本額為新台幣15億元，主要股東為中國國民黨，其透過中央投資公司以建華投資公司名義投資百分之四十五，其餘股東還包括世華銀行、華僑銀行、中國商銀、錦安投資，曾為股票上櫃公司(6003-TW)。
1990年期間，大華證券一度計畫與統一證券、金鼎證券合併 ，但最終因各項細節無法談妥而未完成合併。
1990年至2000年間大華證券於台灣股票承銷業務方面一直名列前茅，在業界具有舉足輕重的分量。
1997年，大華證券設立海外控股公司，開始在香港經營證券業務。
2000年起，中華開發工業銀行開始購入大華證券之股票，加上國民黨決定出脫持股，最終大華證券於2002年11月8日以換股方式成為開發金控的子公司。大華證券於2003年12月31日與同屬開發金控的菁英證券合併，以大華證券為存續公司。
由於開發金控於2012年購入全台第二大證券商凱基證券並成為開發金控之子公司，因此大華證券於2013年6月22日併入凱基證券。